# 2322 Kitt Peak
A 2322 Kitt Peak (ideiglenes jelöléssel 1954 UQ2) a Naprendszer kisbolygóövében található aszteroida. Az Indianai Egyetem fedezte fel 1954. október 28-án.